# Кампания Феодосия Старшего в Британии

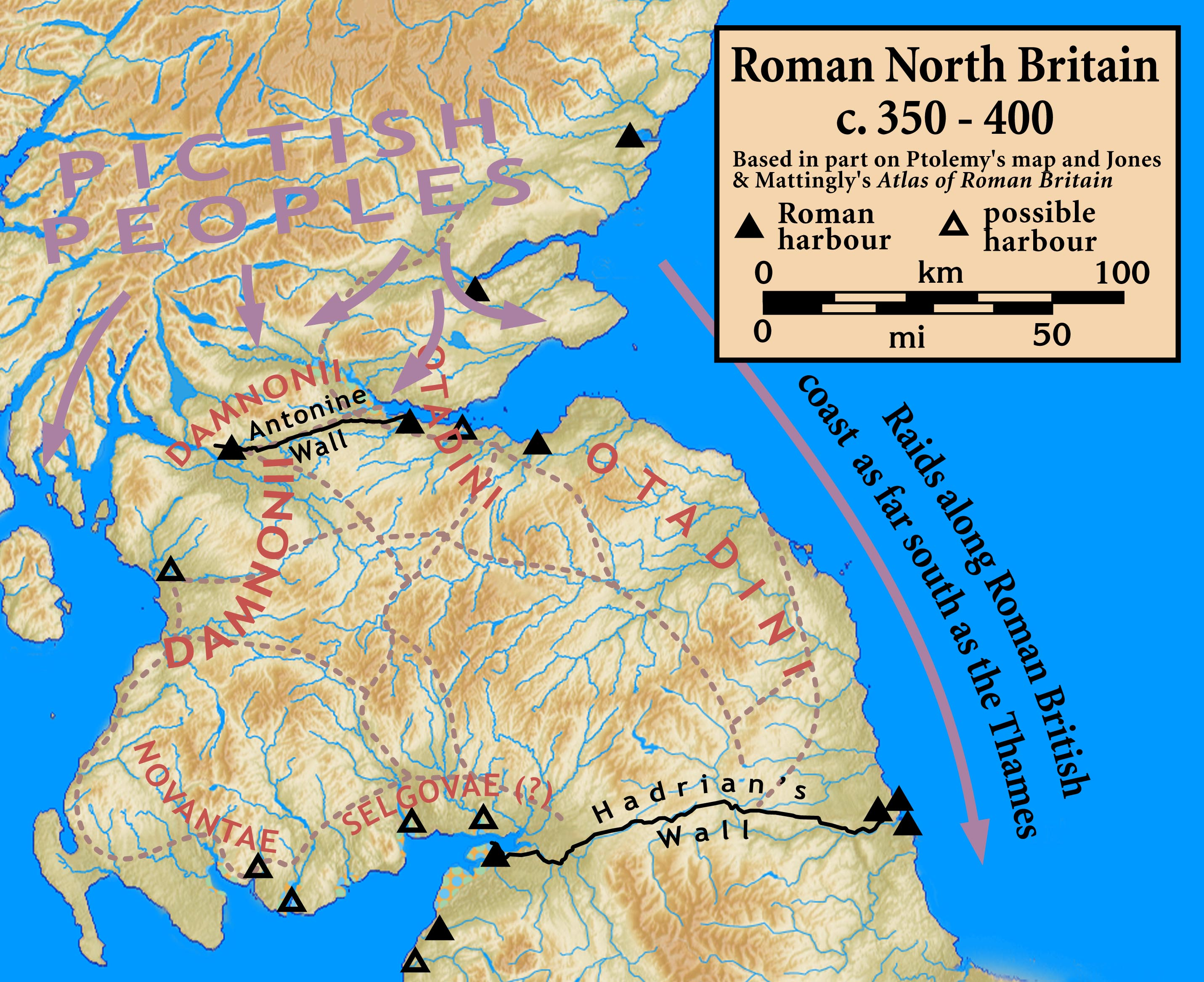
Карта северных римских владений в Британии в 350—400 годах н. э.

Кампания Феодосия Старшего — одна из последних кампаний в истории Римской империи, которая привела к расширению её границ. Имела место на юге нынешней Шотландии, проходила под руководством полководца Феодосия Старшего, отца будущего императора Феодосия Великого, в 369—371 годах.

## Исторический контекст
Во время правления императора Валентиниана I провинции Римской Британии фактически погрузились в хаос. Коррумпированные военачальники прибирали к своим рукам почти все деньги, присылавшиеся из Рима для выплаты войскам жалования, в результате чего росло недовольство солдат, служба которых плохо оплачивалась, и многие из них дезертировали. В довершение варвары Каледонии временно заключили всеобщий мир между собой, прорвали лимесы империи и начали крупное наступление на римские территории, доходя вплоть до Кента (современная южная Англия). Погромы, учинённые каледонцами, были разрушительными, и, по словам очевидцев, имели место акты каннибализма со стороны аттакотов (по отношению к солдатам Валентиниана).
Валентиниан, узнав о печальном положении дел в Британии, решился на военное вмешательство.

## Кампания
Император первоначально отправил в Британию Палатина Севера, однако тот показал крайне неудовлетворительные результаты и почти сразу же был отозван в Треворум (где тогда размещался императорский двор). Валентиниан после этого решил в 369 году отправить в Британию Феодосия, отца будущего императора Феодосия I.
Армия Феодосия включала ряд наёмников из варварских народов, в том числе герулов, батавов, иовиев и викторов. Римский полководец, выступив из Лондиния, в итоге одержал победу над воинственными племенами Каледонии и проявил, как сообщается, большое милосердие, отпустив множество пленных и возвратив большую часть военных трофеев противнику, при этом потеряв лишь небольшую часть своих солдат. Возвратившись с триумфом в Лондиний, Феодосий получил из Треворума (Трира) назначение одновременно военным и гражданским губернатором Британии; он работал на этой должности с полной отдачей, имея целью полное освобождение римских территорий острова.
В двух последующих кампаниях Феодосий не смог одержать окончательной победы над варварами, но, по крайней мере, ему удалось оттеснить их за оставленный два столетия назад лимес — Вал Антонина. Кроме того, он создал новую провинцию, Валенсию (юг современной Шотландии), назвав её в честь императора Валентиниана. Также при нём был проведён крупный ремонт разрушенных укреплений.
В панегирике по случаю победы сказано о других кампаниях Феодосия, который якобы добрался до отдалённых северных районов острова, где нанёс сокрушительное поражение пиктам, а затем со своим флотом отплыл «вверх по Гиперборейскому океану» и одержал морскую победу над саксонскими пиратами у Оркнейских островов.

## Последствия
Значительная часть Британии оставалась под римским владычеством в течение ещё почти 40 лет, до 409—410 годов н. э.
Благодаря своей победе Феодосий был произведён в magister equitum и отправился воевать против алеманнов. Затем он был направлен на подавление восстания в Африке, но эта кампания закончилась для него неудачно: после неё он был приговорён к смерти и обезглавлен .